# 水池铺镇
水池铺镇，原名水池铺乡，是中华人民共和国河南省商丘市梁园区下辖的一个乡镇级行政单位，2021年撤乡设镇。

## 行政区划
水池铺镇下辖以下地区：
水池铺村、彭庄村、程小乔村、赵百户村、温庄村、孙庄村、龚庄村、大史庄村、张王李村、张屯村、李呈武村、朱关庄村、丁柿园村、尚楼村、吴楼村、沈楼村、赵博庄村、盛庄村、宋纪鲁村、宋武庄村和朱沈庄村。